# SW Sextantis
Désignations
SW Sextantis est un système binaire constitué d'une naine rouge et d'une naine blanche de la constellation du Sextant. Elle est le prototype des étoiles variables de type SW Sextantis, qui font partie des variables cataclysmiques.